# Paidia brunneagriscens
Paidia brunneagriscens là một loài bướm đêm thuộc phân họ Arctiinae, họ Erebidae.